# Angélica María
Angélica María Hartman Ortiz (Nova Orleans, 27 de setembro de 1944) é uma atriz mexicana. É filha de Arnold Hartman (músico) e Angélica Ortiz, e neta de Pascual Ortiz Rubio, Presidente da República do México de 1930 a 1932.

## Biografia
Quando fez cinco anos seus pais se divorciaram, e sua mãe a levou para morar no México, onde nascera. Numa ocasião sua tia Yolanda a levou para uma festa onde o produtor Gregorio Wallerstein contou estar à procura de um menino para seu novo filme. A tia, que estava escutando, apresentou a garota dizendo que, se lhe cortassem os cabelos, ela faria o menino. O produtor achou graça, mas pediu que a levasse para uma audição, onde ganhou o papel e participou do seu primeiro filme: "Pecado" (1950), e desde então seguiu trabalhando no cinema, em novela e teatro.
Sua primeira telenovela foi "Cartas de amor" (1961). Ao ter seu primeiro êxito musical, o jornalista Octavio de Alba deu-lhe a alcunha de "La novia de México" (A namorada do México).
Em 1979, tendo a intenção de divulgar a estreia da novela Yara, ela fez uma pequena aparição no seriado Chaves interpretando a personagem Yara, de mesmo nome da novela. Ela fala somente seis palavras, pede para ir ao banheiro e não volta mais. E em outro episódio do mesmo seriado ela é citada pelo Seu Madruga. Participou da novela Rosalinda , como Soledade Romero, que foi transmitida pela emissora de TV: Sistema Brasileiro de Televisão - SBT.

## Vida pessoal
Em seus anos de juventude teve um romance com Enrique Guzmán. Em 1974 conheceu Raúl Vale e em 1975 se casaram. Neste mesmo ano nasceu sua filha Angélica Vale, também atriz (de A Feia Mais Bela). O casamento durou 14 anos; se separaram no início de 1989.

## Filmografia

### Televisão
| Ano  | Título                            | Personagem                       | Notas                          |
| ---- | --------------------------------- | -------------------------------- | ------------------------------ |
| 1960 | Cartas de amor                    |                                  |                                |
| 1966 | Más fuerte que tu amor            | Alicia                           |                                |
| 1968 | Águeda                            | Águeda                           |                                |
| 1968 | Leyendas de México                | Natalia                          |                                |
| 1969 | Puente de amor                    | Paula / Amelia                   |                                |
| 1971 | Muchacha italiana viene a casarse | Valeria Donatti                  |                                |
| 1973 | Ana del aire                      | Ana                              |                                |
| 1975 | El milagro de vivir               | Aura Velasco                     |                                |
| 1977 | Corazón salvaje                   | Mónica Molnar                    |                                |
| 1979 | El Chavo del Ocho                 | Yara                             | Episódio: "Aula de História"   |
| 1979 | Yara                              | Yara                             |                                |
| 1981 | El hogar que yo robé              | Victoria/Andrea Velarde          |                                |
| 1986 | Herencia maldita                  | Adela Beltrán                    |                                |
| 1986 | Hora Marcada                      | Helena                           | Episódio: "Un guiño de ojo"    |
| 1989 | Tres generaciones                 | Malvina                          |                                |
| 1994 | Agujetas de color de rosa         | Elisa Vda. de Armendáres         |                                |
| 1996 | Bendita mentira                   | Esperanza                        |                                |
| 1996 | La antorcha encendida             | Doña Bernarda de Muñiz           |                                |
| 1998 | Mujer, casos de la vida real      | —                                | Episódio: "Insensatez"         |
| 1999 | Rosalinda                         | Soledad Martha Romero            |                                |
| 2002 | Mujer, casos de la vida real      | —                                | Episódio: "Naufragio"          |
| 2003 | Tu história de amor               | Esperanza/ Martha                |                                |
| 2004 | Amar otra vez                     | Balbina Eslava vda. de Castañeda |                                |
| 2006 | La fea más bella                  | Julieta Solis de Padilla         |                                |
| 2007 | Muchachitas como tú               | Ela mesma                        |                                |
| 2007 | Amor sin maquillaje               | Mariana                          |                                |
| 2009 | Mujeres Asesinas                  | Julia Laviada                    | Episódio: "Julia, encubridora" |
| 2010 | Aurora                            | Pasion Urquijo                   | Episódio: "Gran lanzamiento"   |
| 2011 | Mi corazón insiste en Lola Volcán | Isabel "Chabela" Volcán          |                                |
| 2011 | La casa de al lado                | Cecilia Arismendi                |                                |
| 2012 | Qué bonito amor                   | Amalia Garcia Vda. de Mendoza    |                                |
| 2016 | Graves                            | Ramona Alvarez                   |                                |
| 2017 | La fan                            | Valentina Gardiazabal (Mamita)   |                                |

### Programas
- TV musical
- Los Días Felices
- Programa Nescafé
- Siempre En Domingo
- Los Grandes Años Del Rock
- Exitos Bacardi
- Arriba El Telón

### Cinema
| - La novia del mar (2004) .... Rina - ¿Qué me va a hacer? (2002) - Matar a un extraño (1985) .... Christina Carver - Guerra de los pasteles (1978) - Penthouse de la muerte (1977) - Yo amo, tu amas, nosotros... (1974) - Entre monjas anda el diablo (1972) .... María - El premio Nobel del amor (1972) .... Leonarda Tomasa Isaaca - ¡Quiero vivir mi vida! (1972) .... Lucía - La verdadera vocación de Magdalena (1971) .... Magdalena - Ya se quién eres (te he estado observando) (1970) .... Rosalba - Álguien nos quiere matar (1969) .... Carlota - Como perros y gatos (1968) - El cuerpazo del delito (1968) - Romeo contra Julieta (1968) - Somos novios (1968) - 5 de chocolate y 1 de fresa (1968) .... Esperanza/ Brenda/ Domitila - Corazón salvaje (1967) - Me quiero casar (1966) - Sólo para ti (1966) .... Elena Montero - Fray Torero (1966) - Gángster, El (1964) - Mi héroe (1964) .... Mané - Perdóname mi vida (1964) - Adorada enemiga (1963) .... Patricia - Mi alma por un amor (1963) .... Marga - Napoleoncito (1963) .... Rosita - La sombra de los hijos (1963) .... Nora - Vivir de sueños (1963) .... María - Bajo el manto de la noche (1962) .... Margot - Mi vida es una canción (1962) .... Marta - El señor... Tormenta (1962) .... Rosita | - Los Signos del zodiaco (1962) .... Sofía - Tormenta en el ring (1962) .... Rosita - El cielo y la tierra (1962) .... Marisa - Cuatro curvas peligrosas (1961) .... Tere - Las hijas del Amapolo (1960) - Aventuras de la pandilla (1959) .... La Cachuquis - La pandilla en acción (1959) - La pandilla se divierte (1959) - Triunfa la pandilla (1959) - El buen ladrón (1956) .... Angélica - Música de siempre (1956) .... Bailarina - Sublime melodía (1956) .... Clarita - Los Gavilanes (1956) .... Florecita - El secreto de una mujer (1954) - La cobarde (1952) .... Mara niña - Secretaria particular (1952) .... Venus - Sucedió en Acapulco (1952) - Dos caras tiene el destino (1952) .... Rosa María - La ausente (1951) .... Rosita - Mi esposa y la otra (1951) .... Carmelita - Sígueme corazón (1951) .... María Luisa - Los amantes (1951) .... Gloria - Fierecilla (1951) .... Rosita niña - La hija de la otra (1950) .... Lupita pequeña - Pecado (1950) .... Miguelito - Una mujer decente (1950) .... Hijito de Rosa |

## Teatro
| Teatro                                    |
| ----------------------------------------- |
| Emociones encontradas (segunda temporada) |
| Mamá nos quita a los novios               |
| La viuda alegre                           |
| La Mujer del Año (segunda temporada)      |
| La isla de los niños                      |
| Mamá ama el rock                          |
| Una estrella                              |
| Papacito Piernas Largas                   |
| Te encontré en abril                      |
| Trampas para un amor                      |
| Gigi                                      |
| Marat Sade                                |
| Cuando obscurezca                         |
| Las fascinadoras                          |
| El canto de la cigarra                    |
| Mala semilla                              |

## Discografia

### Singles na década de 1960
| Ano  | Canção                                          | Posições máximas     | Posições máximas     | Posições máximas       |
| Ano  | Canção                                          | Éxitos pop mexicanos | U.S. Hot Latin Songs | U.S. Latin Pop Airplay |
| ---- | ----------------------------------------------- | -------------------- | -------------------- | ---------------------- |
| 1962 | "Edi Edi"                                       | -                    | -                    | -                      |
| 1962 | "Toco a tu puerta"                              | -                    | -                    | -                      |
| 1962 | "Johnny el enojón"                              | -                    | -                    | -                      |
| 1962 | "Dile adiós"                                    | -                    | -                    | -                      |
| 1963 | "Vivaracho"                                     | -                    | -                    | -                      |
| 1963 | "Souvenirs"                                     | -                    | -                    | -                      |
| 1963 | "No te puedo abrazar"                           | -                    | -                    | -                      |
| 1963 | "Con un beso pequeñísimo"                       | -                    | -                    | -                      |
| 1963 | "El día"                                        | -                    | -                    | -                      |
| 1963 | "Fortachón"                                     | -                    | -                    | -                      |
| 1964 | "Dominique"                                     | -                    | -                    | -                      |
| 1964 | "Sabor a nada"                                  | -                    | -                    | -                      |
| 1964 | "Ámame"                                         | -                    | -                    | -                      |
| 1964 | "Chariot"                                       | -                    | -                    | -                      |
| 1964 | "Tengo un amor"                                 | -                    | -                    | -                      |
| 1965 | "Sábado y domingo"                              | -                    | -                    | -                      |
| 1965 | "Yo que no vivo sin ti"                         | -                    | -                    | -                      |
| 1966 | "Pasto verde"                                   | -                    | -                    | -                      |
| 1966 | "Más fuerte que tu amor"                        | -                    | -                    | -                      |
| 1966 | "Yo te quiero todavía"                          | -                    | -                    | -                      |
| 1967 | "Esta tarde vi llover"                          | -                    | -                    | -                      |
| 1967 | "Sin pensar en mi"                              | -                    | -                    | -                      |
| 1968 | "Cinco de chocolate y uno de fresa"             | -                    | -                    | -                      |
| 1968 | "Porque tu no estás"                            | -                    | -                    | -                      |
| 1968 | "Cuando me enamoro"                             | -                    | -                    | -                      |
| 1968 | "Me gustas (dúo con Armando Manzanero)"         | -                    | -                    | -                      |
| 1968 | "Vivir"                                         | -                    | -                    | -                      |
| 1968 | "Te quiero, te amo (dúo con Armando Manzanero)" | -                    | -                    | -                      |
| 1968 | "Pensando en ti"                                | -                    | -                    | -                      |
| 1969 | "La paloma"                                     | -                    | -                    | -                      |
| 1969 | "Palabra de amor"                               | -                    | -                    | -                      |
| 1969 | "Hola"                                          | -                    | -                    | -                      |
|      |                                                 |                      |                      |                        |

1962 - ANGÉLICA MARÍA 1
| Canção                     | Compositor |
| -------------------------- | ---------- |
| Eddy Eddy                  |            |
| Amar y ser amada           |            |
| Toco a tu puerta           |            |
| Ámame                      |            |
| Mi pastel                  |            |
| Pequeñita Twist            |            |
| Johnny el enojón           |            |
| Dile adiós                 |            |
| El día                     |            |
| Nunca en un millón de años |            |
| Puré de papas              |            |
| Un peso                    |            |

## Prêmios e Indicações
| Ano  | Festival                                          | Categoria                                    | Nomeações                                    | Resultado |
| ---- | ------------------------------------------------- | -------------------------------------------- | -------------------------------------------- | --------- |
| 1953 | Prêmio Ariel do Cinema Mexicano                   | Melhor Atuação Infantil                      | Mi esposa y la otra                          | Venceu    |
| 1994 | Prêmio TVyNovelas                                 | Prêmio especial por sua trajetória artística | Prêmio especial por sua trajetória artística | Venceu    |
| 1995 | Prêmio TVyNovelas                                 | Melhor Atriz Protagônica                     | Agujetas de color de rosa                    | Indicada  |
| 1995 | Prêmio El Heraldo de México                       | Melhor Atriz                                 | Agujetas de color de rosa                    | Indicada  |
| 1997 | Prêmio TVyNovelas                                 | Melhor Atriz Coadjuvante                     | La antorcha encendida                        | Indicada  |
| 1997 | Prêmio TVyNovelas                                 | Melhor Atriz Protagônica                     | Bendita mentira                              | Venceu    |
| 2000 | Prêmio TVyNovelas                                 | Prêmio especial por seus 50 anos de carreira | Prêmio especial por seus 50 anos de carreira | Venceu    |
| 2000 | Prêmio TVyNovelas                                 | Melhor Primeira Atriz                        | Rosalinda                                    | Indicada  |
| 2000 | Prêmio Bravo                                      | Brilhante Trajetória                         | Homenagem                                    | Venceu    |
| 2006 | Prêmios Diosas de Plata                           | Melhor Atriz                                 | Sea of Dreams                                | Indicada  |
| 2007 | Prêmios de la Asociación de Periodistas Teatrales | Reaparição do Ano                            | Emociones encontradas                        | Venceu    |
| 2007 | Prêmio TVyNovelas                                 | Melhor Primeira Atriz                        | La fea más bella                             | Indicada  |
| 2008 | Grammy Latino                                     | Prêmio especial por excelência musical       | Prêmio especial por excelência musical       | Venceu    |
| 2012 | Prêmios Diosas de Plata                           | Melhor Atriz                                 | Años después                                 | Indicada  |
| 2012 | Prêmios Diosas de Plata                           | Papel de Quadro Feminino                     | Luna Escondida                               | Indicada  |
| 2012 | Miami Life Awards                                 | Melhor Primeira Atriz                        | Mi corazón insiste                           | Venceu    |
| 2013 | Prêmio People en Español                          | Melhor Atriz Secundária                      | Qué bonito amor                              | Venceu    |